# Mimi Leder
Miriam "Mimi" Leder, född 26 januari 1952 i New York, är en amerikansk filmregissör och producent, känd för sina actionfilmer och användande av specialeffekter.

## Filmografi (urval)
- 1997 – Fredsmäklaren
- 1998 – Deep Impact
- 1999 – Sentimental Journey
- 2000 – Skicka vidare
- 2009 – Thick as Thieves
- 2019 – The Morning Show (TV-serie)